# Final Exam
Final Exam är ett musikalbum av Loudon Wainwright III som gavs ut 1978 på skivbolaget Arista Records. Det kom att bli det sista av två han gjorde för Arista, och varken det föregående T Shirt eller detta blev särskilt uppmärksammade av musikkritiker eller skivköpare. Båda albumen präglas av en ljudbild färgad mer av rockmusik än hans tidigare skivor som ofta var akustiskt baserade. Det kom sedan att dröja fram till 1983 innan Wainwright återkom med ett nytt studioalbum.

## Låtlista
(alla låtar komponerade av Loudon Wainwright III)
1. "Final Exam"
2. "Mr. Guilty"
3. "Penpal Blues"
4. "Golfin' Blues"
5. "The Heckler"
6. "Natural Disaster"
7. "Fear with Flying"
8. "Heaven and Mud"
9. "Two-song Set"
10. "Pretty Little Martha"
11. "Watch Me Rock, I'm Over Thirty"